# Geología de Colombia

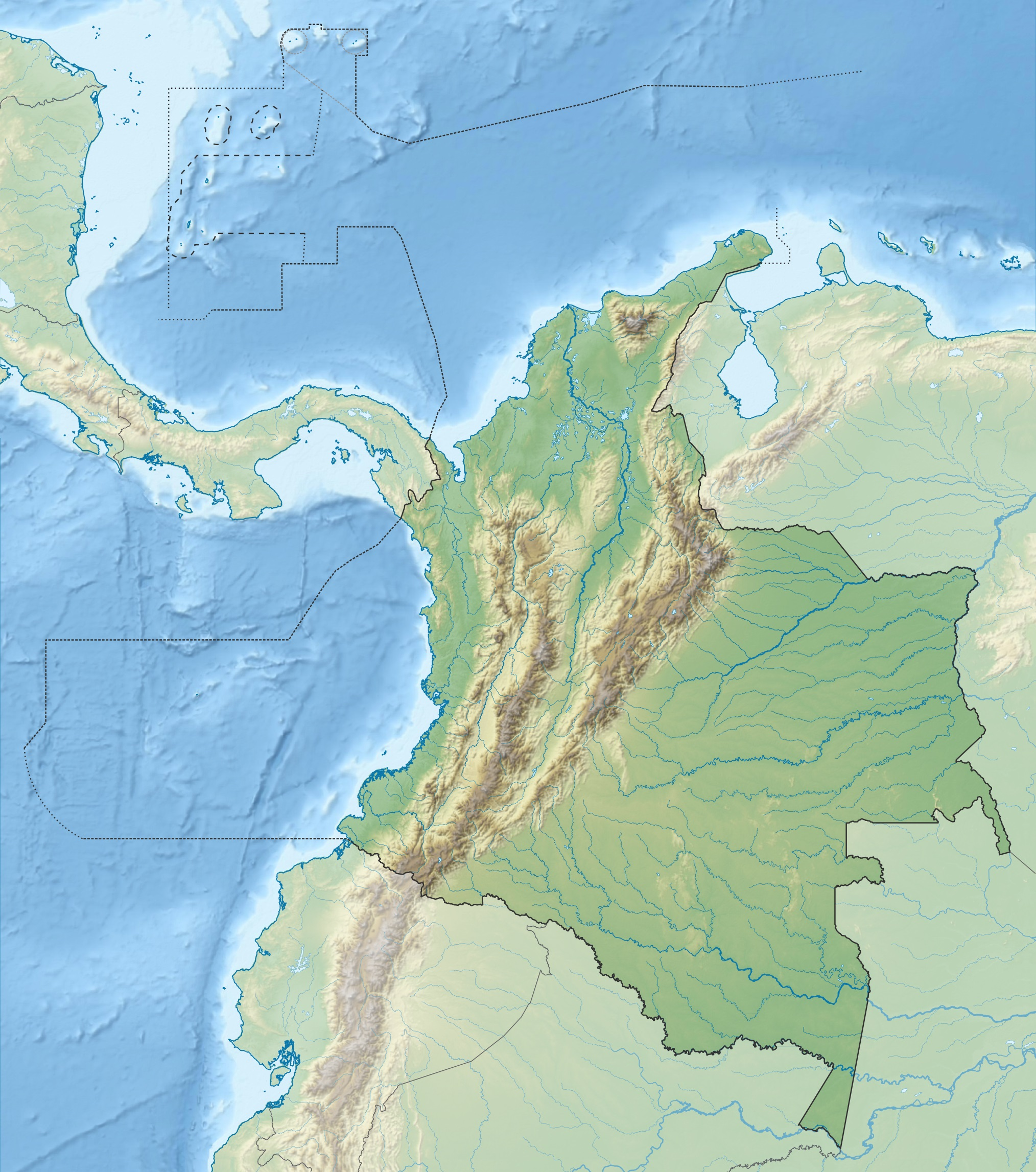
Relieve de Colombia, creado a través de procesos geológicos activos.

Colombia es un país geológicamente activo, en particular por estar formado por los complejos movimientos tectónicos de las placas de Nazca, Caribe, Cocos y Sudamericana. La parte continental de Colombia se encuentra en la placa Sudamericana, las islas de San Andrés y Providencia en la placa del Caribe y las islas de Malpelo y Gorgona en la placa de Nazca. La subducción bajo la placa de América del Sur de la placa de Nazca causa vulcanismo en las cordilleras Occidental y Central, que forman parte de los Andes. Los movimientos de las placas y la actividad volcánica están asociados a los terremotos. Los volcanes de Colombia forman parte del Cinturón de Fuego del Pacífico.

## Situación tectónica

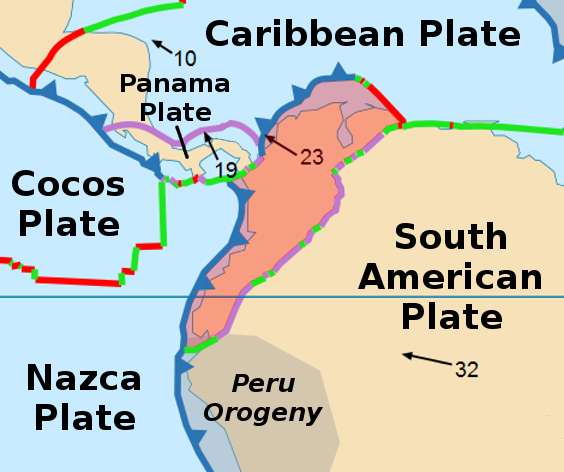
Placa de los Andes del norte, en la cual se encuentra la mayoría del territorio colombiano, así como plazas cercanas.

Colombia se encuentra en la placa Sudamericana rodeada por la placa de Nazca y Caribe. Los registros de movimientos tectónicos más antiguos se datan hasta el Jurásico, con la apertura del océano Atlántico como resultado de la ruptura de Pangea. La placa de Nazca se está moviendo hacia el este desde el Paleoceno, un movimiento que formó los Andes y las tres cordilleras de Colombia. Los movimientos en el límite de la placa del Caribe desde finales del Paleógeno y que fue responsable de la formación de la Sierra Nevada de Santa Marta. Los movimientos tectónicos del Cretácico tardío hasta la actualidad condujeron a una elevación media de 2,7-2,8 mm/año, en tres etapas. Una fase tranquila llevada a cabo desde el Cretácico superior al Eoceno temprano (de 0,5 a 3,1 mm/año), seguido de un rápido movimiento en el medio-Eoceno tardío (4-18 mm/a) formó aproximadamente el 86% de la actual Cordillera Oriental. Esta última fase, más lenta (1,2-2,1 mm/a), se llevó a cabo desde el Oligoceno al Holoceno.
La placa del Caribe se está moviendo actualmente a 20 mm/año hacia el este y la placa de Nazca se subduce unos 54 mm/año debajo de la placa Sudamericana. Estos movimientos dieron lugar a la formación de las cadenas montañosas de Colombia; la Cordillera Occidental, Cordillera Central y la Cordillera Oriental, como resultado de los movimientos de la placa de Nazca, y la Sierra Nevada de Santa Marta debido al levantamiento tectónico oblicuo del arco sur del Caribe, que incluyen las montañas costeras. Al oeste de la Cordillera Occidental se encuentra el bloque Panamá-Chocó, un macizo geológica, que pertenece a la placa del Caribe se está moviendo hacia el norte y por la subducción de la placa de Cocos bajo la placa del Caribe.
Fue la unificación del bloque Panamá-Chocó con el continente sudamericano, hace unos 3 millones de años (Ma), lo que produjo el gran intercambio americano, la migración de las especies de América del Norte hacia América del Sur y viceversa. Esto puso fin a gran parte de la fauna única del continente.
Las fuerzas tectónicas que actúan en Colombia en diferentes direcciones han formado la ruptura del Meta. Esta antigua fractura se reactivó en la formación de una grieta oblicua de la Cordillera.

## Actividad sísmica

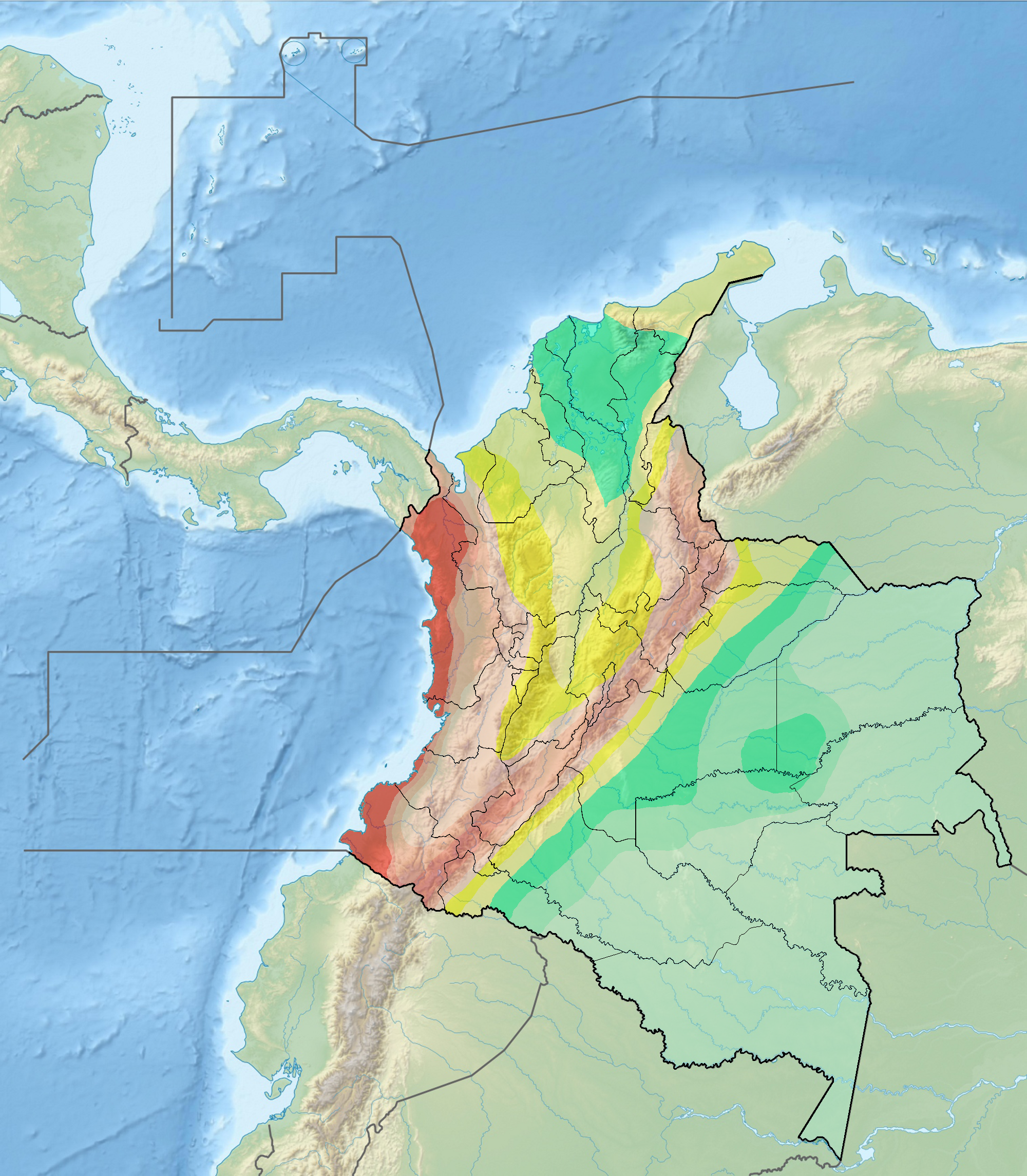
Mapa con la actividad sísmica (rojo = fuerte, amarillo = moderada, verde = baja).

El movimiento tectónico de las cordilleras continúa hoy en día, como lo demuestra la frecuente actividad sísmica. De hecho, Colombia sigue siendo parte del Cinturón de Fuego del Pacífico, una zona sísmica activa que rodea la cuenca del Pacífico. El país se encuentra en medio de la convergencia de tres placas litosféricas: Nazca, Caribe y Sudamericana y su movimiento produce diferentes tipos de fallas geológicas. Casi la totalidad de muchos terremotos del país en los últimos siglos se han producido en las regiones montañosas y costeras. Los últimos terremotos importantes son los de Popayán el 31 de marzo de 1983, el del Eje cafetero el 25 de enero de 1999, y el del 6 de marzo de 1987, en la frontera con Ecuador de magnitud 7.0 en la escala de Richter. Los recientes terremotos que afectaron a zonas de la costa del Pacífico de Colombia han incluido uno acompañado por un tsunami en Tumaco, departamento de Nariño, el 12 de diciembre de 1979, de magnitud 7.9 en la escala de Richter, el más grande en el noroeste de América del Sur desde 1942; otro el 15 de noviembre de 2004, con una magnitud de 6.7; y uno el 10 de septiembre de 2007, de 6.8. A pesar de que las normas de construcción son altos para los nuevos edificios en las principales ciudades, las ciudades más pequeñas y las zonas rurales son particularmente vulnerables a los terremotos.
La actividad sísmica no es la misma a lo largo de Colombia. Tal como se muestra en la imagen, la actividad es más alta en las cordilleras Occidental y Oriental. En los últimos 200 años han ocurrido 20 grandes terremotos (superiores a 5,5 en la escala de Richter) en Colombia. En total había menos de 8.000 muertes, aproximadamente 2.000 de estas víctimas murieron en el terremoto de Cúcuta de 1875.
El más reciente terremoto ocurrió el 7 de febrero de 2014, con epicentro en Aratoca (Santander), en la Cordillera Oriental. El terremoto, cuyo epicentro estaba a una profundidad de 158,6 kilómetros, tenía una fuerza de 6.6 en la escala de Richter y se sintió en la capital, Bogotá.

## Paleogeografía de Colombia

### Desarrollo paleogeográfico de 150 millones de años hasta el presente
Tras la ruptura de Pangea desde el punto de acceso Cabo-verdiano hasta el norte de América del Sur, parte del paleocontinente Gondwana se queda en Laurentia (el actual continente norteamericano) y más tarde (alrededor de 110 millones de años), en la apertura del Atlántico meridional de África. Los complejos movimientos de placas del Caribe y la placa proto-norteamericana dominaron el desarrollo geológico de Colombia. El cierre del territorio de Panamá, hace unos 3 o 3,5 millones de años, llevó a la reunificación con otro continente después de 107 millones de años de aislamiento. La Antártida se desvinculó hace aproximadamente 70 millones de años.

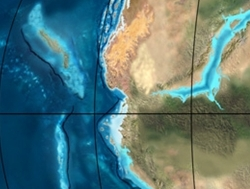
200 millones de años
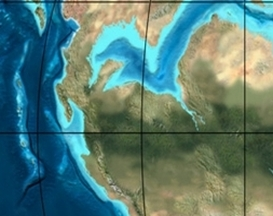
170 millones de años
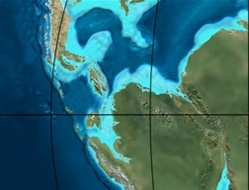
150 millones de años
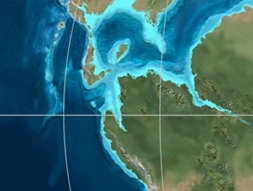
120 millones de años
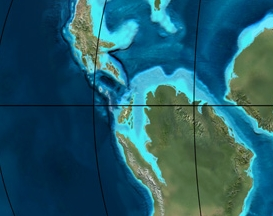
105 millones de años

### Cretáceo
Durante la fase de extensión, se crearon vastos mares poco profundos en el noroeste de América del Sur. El clima cálido del Cretácico y el Paleoceno-Eoceno provocó la formación de rocas madre para las ricas reservas petroleras ubicadas en las actuales Venezuela y Colombia. Durante el Valanginiano, el Aptiense y el Cenomaniense-Turoniense, se crearon las formaciones geológicas de Macanal, Fómeque y Paja, respectivamente, y en el Cenomaniense-Turoniense se crearon las formaciones de La Luna (la más importante para los campos de petróleo alrededor del Lago de Maracaibo), Gachetá y Chipaque.
En los mares tropicales de poca profundidad del Cretácico vivían diferentes tipos de reptiles marinos. Desde el Barremiense hasta el Aptiense Superior (~130-113 millones de años), el plesiosaurio Kronosaurus Boyacensis y el ictiosaurio Platypterygius Sachicarum llegaron a habitar cerca de la actual Villa de Leyva, Boyacá. Los plesiosaurios tuvieron éxito en el largo brazo de mar que iba de La Guajira a Bolivia; en el Aptiense Inferior (~125-122 millones de años) el Callawayasaurus Columbiensis vivió en la zona. Se sabe que desde el Turoniense Tardío (~90 millones de años) el mosasaurio Yaguarasaurus Columbianus habitaba en los mares del actual Huila.

### Paleógeno

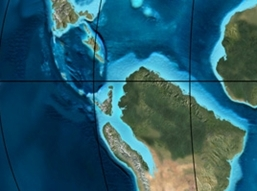
90 millones de años
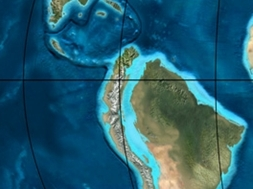
65 millones de años
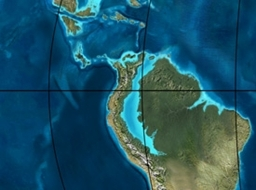
50 millones de años

A principios del Paleógeno comenzó la primera fase de la orogénesis en el oeste de Colombia. La subducción de la placa de Nazca por debajo de América del Sur dio lugar a la elevación y plegamiento de las tempranas cordilleras Occidental y la Central. El estuario de la corriente que atravesaba el Lago de Maracaibo, centro de Colombia, este de Ecuador, este de Perú y hasta en Bolivia persistió durante el Paleógeno temprano, pero retrocedió hacia el norte. En el valle protegido, cerca del actual Valledupar, entre la primigenia Cordillera Oriental y la Sierra Nevada de Santa Marta, se desarrolló en el Paleoceno la primera selva neotropical. Durante unos 2 millones de años (de 60 a 58 millones de años) había una zona ribereña y un delta con una rica fauna. Los más de 1100 kilos de la Titanoboa llevaron hasta allí a los cocodrilos Cerrejonisuchus Improcerus y Acherontisuchus Guajiraensis. Además una tortuga paleocena, la Carbonemys Cofrinii, llegó en esta zona pantanosa muy caliente (30-34 °C) y húmeda (~4000 mm de lluvia por año). La formación Cerrejón se depositó en esta área en ciclos creando una costura gruesa de carbón de 150-170 metros.
El clima, con un contenido de CO2 de 2.000 ppm, fue un preludio para el máximo térmico del Paleoceno-Eoceno.
El movimiento de retirada del brazo marítimo con el océano proto-Atlántico dominó la formación de rocas sedimentarias en la cuenca del Catatumbo, Llanos y Putumayo. La formación del paisaje en el sur y centro de Colombia fue dominada por el movimiento tectónico debido a la subducción de la placa de Nazca bajo la de América del Sur. La formación de las cordilleras Occidental y Central se inició en el Paleógeno Temprano. Los productos de la degradación de la cadena montañosa formaron los sedimentos de la zona del interior; los címbalos de los Llanos, Putumayo y las cuencas de drenaje superior, media y baja del Magdalena.

### Neógeno

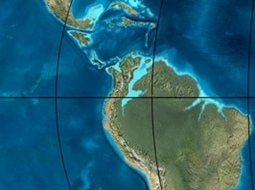
35 millones de años
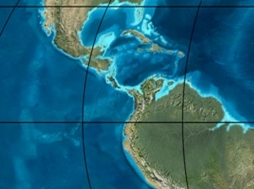
20 millones de años
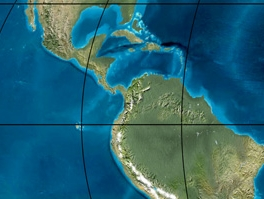
~2 millones de años

La reconstrucción de la fauna y flora del Mioceno fue posible gracias al descubrimiento del rico yacimiento de fósiles La Venta, donde se encontraron fósiles del Langhiense al Serravalliense. Este período se nombra como la historia de los mamíferos terrestres de América del Sur como Laventense (13,8-11,8 millones de años), con centro en la localidad de La Venta. La formación Villavieja contenía una variedad de fósiles que contó con una rica fauna. Huilatherium, llamado así por el departamento donde se encuentra Villavieja, estaba habitada por cocodrilos como Purussaurus y Gryposuchus. La zona donde actualmente se ubica el desierto de la Tatacoa, a casi mil metros de altitud entre la Cordillera Central y la Cordillera Oriental, hoy valle del Río Magdalena, era probablemente una zona de ríos intermitente, tal como se encuentra en parte baja de corriente del río Magdalena. En esta zona tropical vivieron los leones gigantes como Huilabradys, también llamado así por el departamento del Huila.
Volcanismo Neógeno
En el Neógeno tardío los volcanes comenzaron a emerger en el suroeste de Colombia. Estos volcanes de composición andesítica se formaron debido a la subducción a través de la placa de Nazca. Los volcanes siguen activos en el Holoceno.

## Fenómenos geológicos especiales
- La Sierra Nevada de Santa Marta es la montaña costera más alta del mundo; la parte superior del pico doble Cristóbal Colón y Simón Bolívar (5780 metros) se encuentra a solo 42 kilómetros del mar. Son, pues, las montañas con la quinta mayor prominencia en el planeta.
- En el departamento oriental del Vichada se ubica la estructura del Vichada, un posible cráter de impacto.
- En la costa del Caribe se encuentra una serie de volcanes de lodo, El Totumo es el más conocido.
- Algunas cuevas creadas por formaciones salinas, la Catedral de Sal de Zipaquirá y la mina de sal de Nemocón son los más conocidos.
- En el municipio de Venecia (Antioquia) está localizada una de las pirámides naturales más altas en el mundo, el cerro Tusa.

## Cordilleras y montañas

Montañas y cordilleras de Colombia.

Principales volcanes de Colombia.

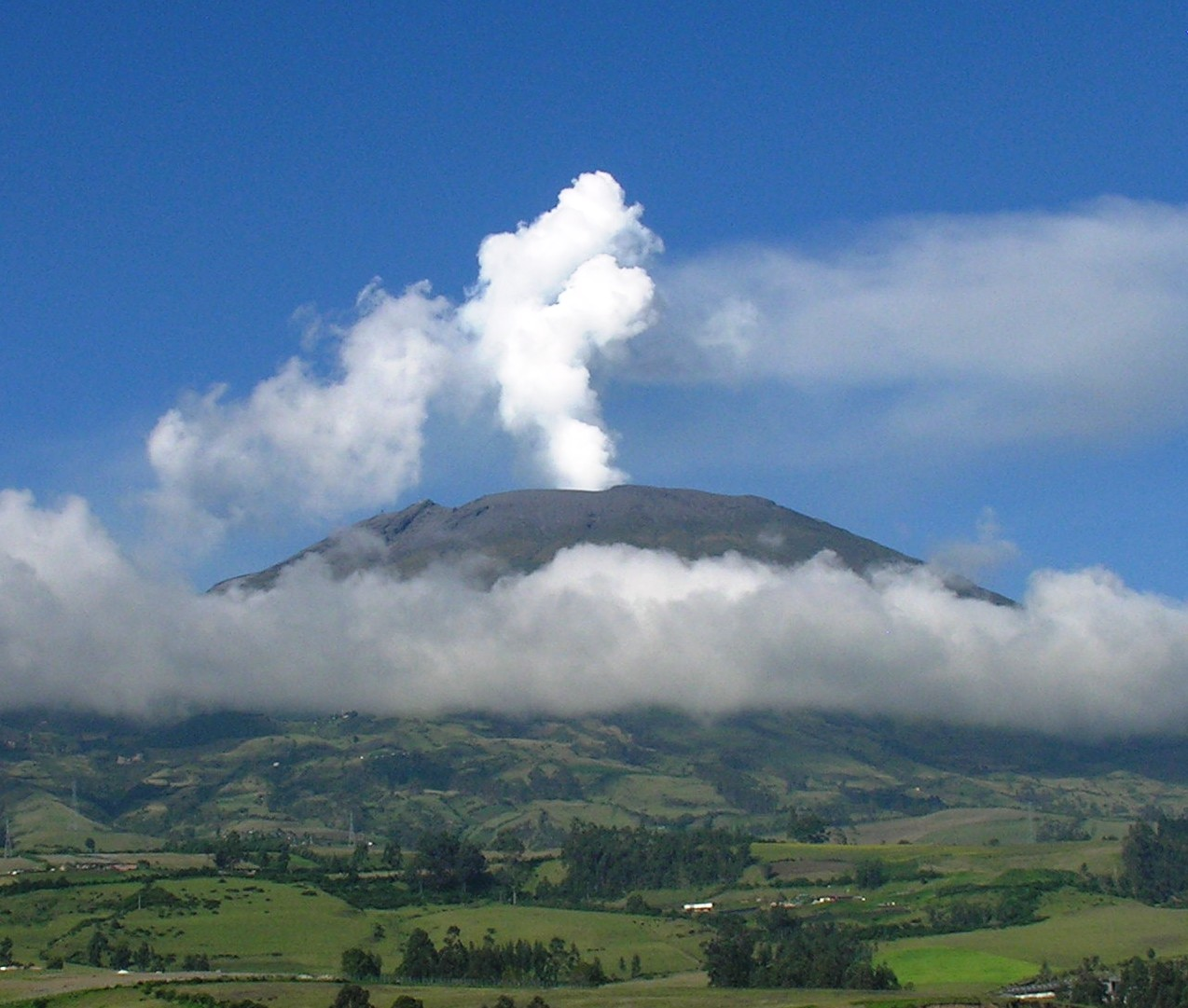
Galeras, uno de los Volcanes de la Década.

Colombia tiene cuatro cadenas montañosas gran altura y una serie de pequeñas montañas de altura media y baja, siendo los principales los estratovolcanes:
Cordillera Occidental
- Volcán Azufral
- Nudo de los Pastos
  - Cerro Negro de Mayasquer
  - Volcán Chiles
- Farallones de Cali
- Páramo de Frontino
- Nudo de Paramillo
- Alto Musinga

Cordillera Central
- Cerro Bravo
- Cerro Machín
- Volcán Galeras
- Nevado el Cisne
- Nevado del Ruiz
- Nevado del Huila
- Nevado de Santa Isabel
- Nevado del Tolima
- Volcán Doña Juana
- Macizo Colombiano
- Patascoy
  - Volcán Puracé
- Serranía de San Lucas

Cordillera Oriental
- Sierra Nevada del Cocuy
  - Ritacuba Blanco
  - Nevado Pan de Azúcar
- Páramo de Sumapaz
- Páramo de Chingaza
- Páramo de Pisba
- Páramo de Choachí
- Páramo de Cruz Verde
- Macizo Colombiano
- Altiplano Cundiboyacense
- Sabana de Bogotá
- Serranía del Perijá
- Serranía de los Yariguíes

Sierra Nevada de Santa Marta
- Pico Cristóbal Colón
- Pico Simón Bolívar

Escudo de las Guayanas
- Cerros de Mavecure
- Sierra de Chiribiquete
- Sierra de la Macarena
- Serranía del Naquén

Bloque Panamá-Chocó
- Serranía del Baudó
- Serranía del Darién
  - Alto de Nique

## Cuencas sedimentarias
Geológicamente, Colombia se divide en cuencas sedimentarias. La exploración de petróleo se lleva a cabo en el Valle Superior del Magdalena, Valle Medio del Magdalena, Valle Inferior del Magdalena, cuenca del Caguán-Putumayo, cuenca del Cesar-Ranchería, cuenca del Catatumbo, cuenca de La Guajira-Marino y cuenca de los Llanos. La producción de carbón se lleva a cabo en la cuenca de La Guajira (El Cerrejón).

## Litoestratigrafía

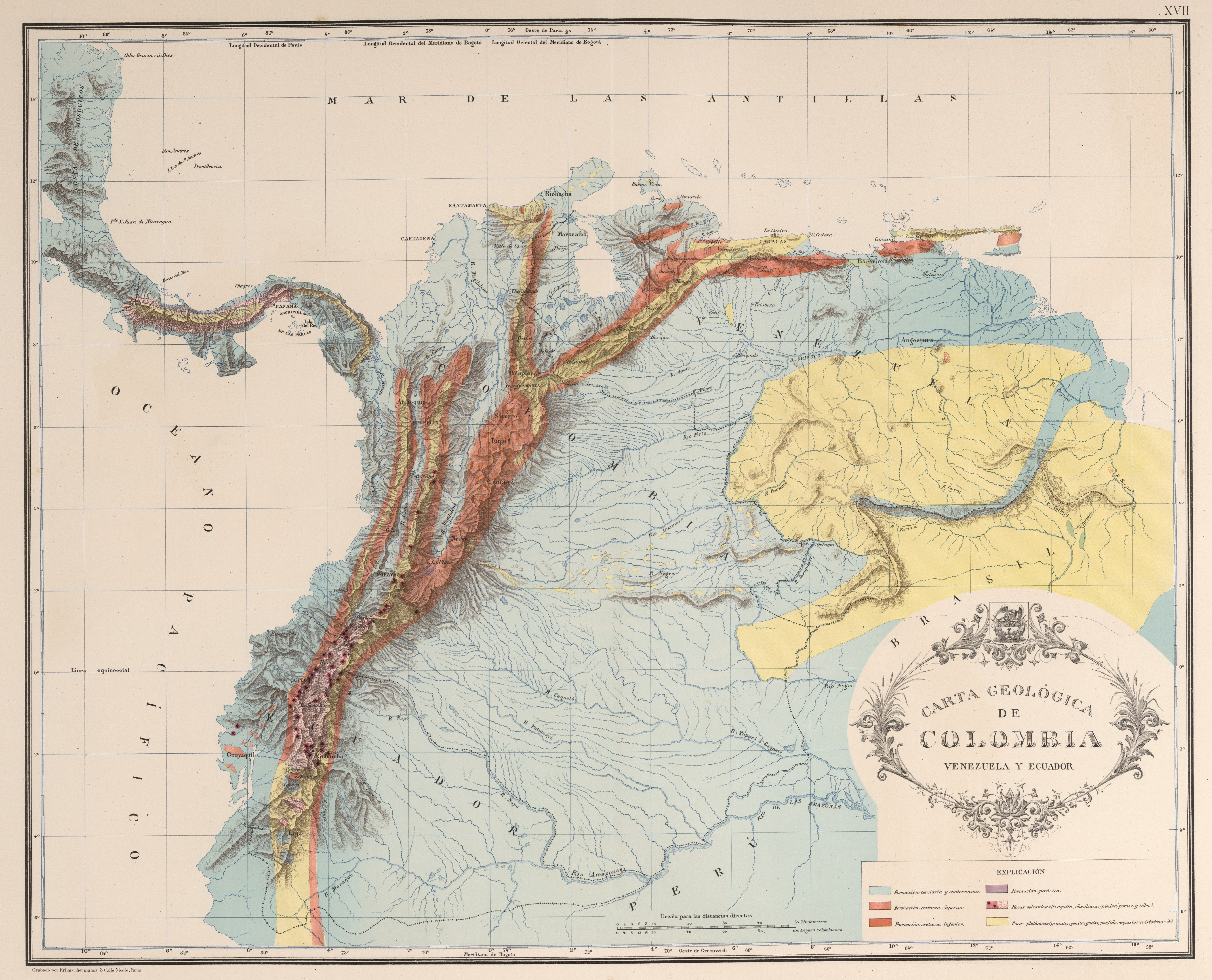
Mapa geológico de Colombia en 1890.

El territorio de Colombia se compone de varias formaciones geológicas, algunas nombradas de acuerdo a su ubicación. Las siguientes son las formaciones geológicas colombianas:
- Formación Guayabo - Mioceno
- Formación León - Mioceno
- Formación Honda - Mioceno
- Formación Solimoes - Mioceno
- Formación La Victoria - Mioceno
- Formación Villavieja - Mioceno
- Formación Carbonera - Mioceno-Oligoceno
- Formación Mirador - Eoceno
- Formación Gualanday - Eoceno
- Formación Los Cuervos - Paleoceno
- Formación Barco - Paleoceno
- Formación Cerrejón - Paleoceno
- Formación Guaduas - Maastrichtiano
- Formación Une - Cenomaniense
- Formación La Luna - Cenomaniense-Turoniense
- Formación Chipaque - Turoniense
- Formación Gachetá - Turoniense
- Formación Tablazo - Albiano
- Formación Simití - Albiano
- Formación Fómeque - Aptiense
- Formación Paja - Aptiense
- Formación Macanal - Barremiense
- Formación Quetame - Paleozoico
- Formación La Frontera - Cretácico Superior
- Formación Mugrosa - Eoceno

## Paleontología
En Colombia se han encontrado varias especies fósiles. El lagerstätte de La Venta es el yacimiento colombiano de fósiles más rico en comparación con Argentina y Brasil, siendo Colombia relativamente pobre en fósiles. En septiembre de 2008 se encontraron fósiles de Granastrotherium snorki.